# Cædwalla
Vous lisez un « bon article » labellisé en 2014.
Cædwalla, né vers 659 et mort le 20 avril 689, est roi du Wessex de 685 ou 686 à 688, année de son abdication.
Exilé du Wessex durant sa jeunesse, Cædwalla réalise son premier coup d'éclat en envahissant le royaume des Saxons du Sud et en tuant leur roi Æthelwalh. Chassé peu après par deux vassaux du roi défunt, il prend sa revanche après être monté sur le trône du Wessex. Durant son court règne, il soumet le Sussex, conquiert l'île de Wight et étend également sa domination sur le Surrey et le Kent, qu'il envahit à deux reprises. Bien qu'il n'ait pas reçu le baptême, il entretient de bonnes relations avec l'évêque Wilfrid et apporte son soutien à l'Église.
Cædwalla abdique en 688, peut-être en raison de blessures reçues durant la conquête de l'île de Wight. Ine lui succède à la tête des Saxons de l'Ouest. De son côté, l'ancien roi se rend en pèlerinage à Rome. Il y meurt le 20 avril 689, quelques jours après avoir été baptisé par le pape Serge Ier.

## Sources
L'une des principales sources concernant Cædwalla est l'Histoire ecclésiastique du peuple anglais, rédigée vers 731 par le moine et chroniqueur northumbrien Bède le Vénérable. Afin de rassembler les informations nécessaires à la rédaction de son œuvre, Bède fait appel à plusieurs contacts dans les autres royaumes de l'Angleterre anglo-saxonne. Pour le Wessex, c'est l'évêque Daniel de Winchester qui lui fournit ses nombreuses informations, en particulier un récit détaillé de la conquête du Sussex et de l'île de Wight. Comme son titre l'indique, le récit de Bède s'intéresse avant tout aux affaires religieuses, en l'occurrence la christianisation des Saxons de l'Ouest, mais il présente également des informations d'ordre séculier.
C'est également vers le début du VIIIe siècle que le prêtre Étienne de Ripon rédige la Vita sancti Wilfrithi, une hagiographie de l'évêque northumbrien Wilfrid. La carrière de Wilfrid l'a conduit d'un bout à l'autre de l'Angleterre, d'York au nord à Selsey au sud, et il a entretenu des relations avec Cædwalla dans les années 680.
Cædwalla figure également dans la Chronique anglo-saxonne, un ensemble d'annales compilé au Wessex vers la fin du IXe siècle, probablement sur ordre d'Alfred le Grand. Une liste de rois du Wessex, la West Saxon Genealogical Regnal List, est associée à la Chronique. Il subsiste plusieurs chartes (des documents enregistrant des donations de terres à des serviteurs ou à l'Église) portant son nom, mais leur authenticité n'est pas toujours certaine.

## Le Wessex dans les années 680

Le Wessex et les royaumes voisins à l'époque de Cædwalla.

À la fin du VIIe siècle, les Saxons de l'Ouest occupent une partie du Sud-Ouest de l'Angleterre aux frontières difficiles à définir. À l'ouest, le royaume breton de Domnonée occupe les actuels comtés du Devon et de Cornouailles, tandis qu'au nord s'étend le royaume de Mercie. Sous le règne de Wulfhere (658-675), la Mercie domine ses voisins au sud et progresse aux dépens du Wessex dans la vallée de la Tamise. Bien que son frère et successeur Æthelred (675-704) se montre moins présent dans la région, les Saxons de l'Ouest ne parviennent pas pour autant à récupérer les territoires conquis par Wulfhere. Le Wessex est bordé au sud-est par le royaume des Saxons du Sud, correspondant à l'actuel Sussex, et à l'est par les royaumes des Saxons de l'Est, qui contrôlent Londres, et du Kent.
Il est impossible d'identifier tous les lieux mentionnés dans la Chronique, mais il semble que les Saxons de l'Ouest aient combattu Bretons et Merciens dans le nord du Somerset, dans le sud du Gloucestershire et dans le nord du Wiltshire. L'extension de leur domination peut être retracée de manière indirecte. Ainsi, le roi Cenwalh (642-673) est le premier protecteur saxon de l'abbaye de Sherborne, ce qui implique que le Dorset tombe sous l'emprise du Wessex sous son règne. De la même façon, Centwine (676-685), premier protecteur saxon de l'abbaye de Glastonbury, a vraisemblablement étendu son emprise sur le Somerset. Enfin, on sait que le missionnaire saxon Boniface entre dans les ordres au début des années 680 à Exeter : la ville se trouve donc aux mains des Saxons de l'Ouest à cette date.

## Biographie

### Ascendance
Bède décrit Cædwalla comme « un jeune homme audacieux de la maison royale des Gewissae », et il lui donne trente ans environ à sa mort en 689, ce qui placerait sa naissance vers 659. Bède utilise le nom de tribu Gewissae comme synonyme de « Saxons de l'Ouest » ; les généalogies du Wessex remontent jusqu'à un certain Gewis, peut-être un personnage légendaire. D'après la Chronique, Cædwalla est le fils d'un roi nommé Cenberht (en), mort en 661. Ce Cenberht règne peut-être aux côtés ou sous l'autorité de Cenwalh.
La Chronique retrace l'ascendance de Cædwalla jusqu'à Ceawlin, et au-delà jusqu'à Cerdic, le premier des Gewissae à avoir posé le pied sur le sol anglais au début du VIe siècle,. Néanmoins, cette prestigieuse ascendance est incertaine : la liste de rois présente de nombreuses contradictions, qui semblent en partie le résultat des tentatives de chroniqueurs ultérieurs de rattacher tous les souverains y figurant à Cerdic. Le nom même de Cædwalla est une forme anglicisée du nom breton Cadwallon, ce qui implique peut-être qu'il était d'ascendance bretonne.

### Première campagne dans le Sussex
Lorsque la Vita sancti Wilfrithi s'intéresse à Cædwalla, c'est pour le décrire comme un noble exilé dans les forêts de Chiltern et d'Andred. Sa situation n'est pas exceptionnelle pour l'Angleterre du VIIe siècle : d'autres rois, comme Oswald de Northumbrie, ont connu l'exil avant de monter sur le trône. Cela ne l'empêche pas de réunir une armée suffisante pour envahir le royaume des Saxons du Sud en 685. Leur roi Æthelwalh est vaincu et tué, mais Cædwalla ne parvient pas à s'imposer durablement : il est refoulé par deux ealdormen d'Æthelwalh, Berthun et Andhun, « qui gouvernèrent le pays dès lors » d'après Bède.
Cette invasion manquée est peut-être une réaction à l'influence croissante de la Mercie sur les affaires du Sud. La Chronique anglo-saxonne rapporte qu'en 661, le roi Wulfhere lance une offensive sur Ashdown, dans les Berkshire Downs, au sud de la Tamise. La même année, il s'attaque également à l'île de Wight et la remet, avec la vallée de la Meon (dans l'est de l'actuel Hampshire), à son filleul Æthelwalh. Bède ne contredit pas la Chronique, mais il situe ces événements à une date ultérieure, vers la fin du règne de Wulfhere. L'historien D. P. Kirby propose donc d'interpréter l'invasion de 685 comme une tentative de la part de Cædwalla de mettre un terme à l'expansion du Sussex vers l'ouest.
Un autre événement permet peut-être d'éclairer la situation politique et militaire de la région : la division du siège épiscopal de Dorchester, dans les années 660. Un nouvel évêché des Saxons de l'Ouest est établi à Winchester, non loin de la frontière avec le Sussex. D'après Bède, le roi Cenwalh aurait été las d'entendre le parler francique de l'évêque de Dorchester Agilbert, mais il s'agit plus vraisemblablement d'une réaction à l'avancée mercienne dans la région de Dorchester. La pression mercienne aurait contraint le Wessex à diriger son expansion vers l'ouest, le sud ou l'est, ce qu'illustrent les campagnes menées par Cædwalla.
Il est possible que les succès militaires de Cædwalla soient à l'origine du remplacement, dans les sources contemporaines, du terme Gewisse par « Saxons » ou « Saxons de l'Ouest ». Cette période marque en effet les débuts de la domination des Saxons de l'Ouest sur d'autres peuples anglo-saxons.

### Avènement
D'après la Chronique anglo-saxonne, Cædwalla commence à « prétendre au trône » du Wessex en 685. Le roi des Saxons de l'Ouest Centwine se retire dans un monastère en 685 ou 686, et Cædwalla lui succède dans des circonstances inconnues. D'après Bède, il règne pendant deux ans, tandis que la liste de rois lui attribue un règne de trois ans, ou deux ans dans une version de ce texte.
Bède affirme que le Wessex est gouverné par des sous-rois durant la décennie qui suit la mort de Cenwalh. Ces sous-rois sont tous vaincus et déposés lorsque Cædwalla devient roi. L'interprétation la plus courante de ce passage consiste à faire de Cædwalla le responsable de la déposition de ces sous-rois, mais Bède ne le dit pas explicitement. Les dates ne correspondent pas parfaitement, puisque Cenwalh est mort vers 673 et non en 675-676. Il est donc possible que Centwine ait d'abord été un sous-roi avant de devenir roi de plein droit,. Il est également possible que les sous-rois dont parle Bède soient des membres d'une autre branche de la dynastie royale, en lutte contre Centwine et Cædwalla pour le pouvoir. Le terme de « sous-roi » pourrait refléter l'opinion personnelle de l'évêque Daniel de Winchester, la principale source de Bède pour les affaires du Wessex. Enfin, il est possible que des sous-rois se soient maintenus par endroits. Un roi Bealdred est attesté dans deux chartes de 681 et 688 se rapportant à des terres dans le Somerset et l'ouest du Wiltshire, mais l'authenticité de ces deux documents est sujette à débat. Une autre charte, dont l'authenticité n'est pas remise en question, vient encore compliquer la situation : elle mentionne le père d'Ine, Cenred, comme régnant avant l'avènement de son fils.

### Campagnes renouvelées dans le Sud-Est
Après être monté sur le trône, Cædwalla envahit à nouveau le royaume des Saxons du Sud. Durant cette campagne, Berthun est tué et « la province connut un joug plus rude que celui qu'elle avait auparavant supporté » d'après Bède. Cædwalla conquiert également le royaume païen de l'île de Wight et extermine ses habitants pour repeupler l'île avec ses propres sujets. Le roi des Wihtware, Arwald, meurt au combat. Ses deux jeunes frères s'enfuient, mais ils sont capturés à Stoneham, dans le Hampshire. Ils sont exécutés sur l'ordre de Cædwalla après avoir reçu le baptême à la suggestion d'un prêtre. Bède rapporte incidemment que le roi est blessé durant cette campagne.
Cædwalla envahit également le Kent en 686. Il remplace le roi Eadric par son propre frère Mul et fonde peut-être un monastère à Hoo, au nord-est de Rochester, entre la Medway et la Tamise. Le règne de Mul est bref : la Chronique anglo-saxonne rapporte qu'il est brûlé vif par ses sujets au terme d'une révolte en 687. Cædwalla riposte en menant une nouvelle campagne dans le royaume, qu'il dévaste et réduit au chaos. Il est possible qu'il ait directement régné sur le Kent après cette seconde invasion. Son autorité s'étend également sur le Surrey : il y octroie des terres à une église à Farnham en 688.

### Cædwalla et le christianisme

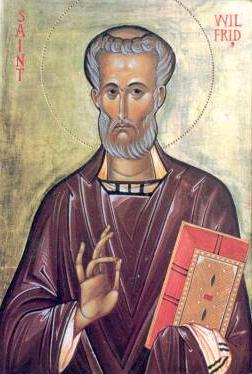
Wilfrid, le père spirituel de Cædwalla.

Cædwalla ne reçoit pas le baptême avant son abdication, mais ce n'est pas pour autant qu'il faut le décrire comme « païen ». En réalité, il est possible qu'il ait volontairement repoussé son baptême : à l'époque, quiconque n'est pas baptisé durant son enfance est libre de choisir le moment de son entrée officielle au sein de l'Église. D'après la Vita sancti Wilfrithi, Cædwalla fait la connaissance de Wilfrid durant ses années d'exil dans la forêt d'Andred, et il lui demande de devenir son « père spirituel ». Après son avènement, il procède à de nombreux dons à l'Église : il offre notamment un quart de l'île de Wight à Wilfrid après sa conquête. Il collabore également avec Wilfrid et l'évêque de Londres Earconwald dans la constitution d'une structure ecclésiastique dans le Surrey. Néanmoins, rien ne permet d'affirmer que Wilfrid ait eu la moindre influence les activités séculières ou les campagnes militaires de Cædwalla.
Il est possible que Wilfrid ait bénéficié d'une manière supplémentaire de son association avec Cædwalla : d'après son hagiographie, l'archevêque Théodore aurait exprimé le vœu que Wilfrid lui succède au siège de Cantorbéry. Si cette anecdote est avérée, elle reflète clairement les effets de la domination de Cædwalla sur le Sud de l'Angleterre.

### Abdication, baptême et mort
Cædwalla abdique en 688 pour se rendre en pèlerinage à Rome. Les raisons de cette décision sont inconnues. Il faut peut-être y voir l'influence de Wilfrid, à moins que le roi ne sente la mort approcher, que ce soit à la suite de blessures reçues lors de la conquête de l'île de Wight ou à cause d'une longue maladie,. D'après Bède, il désire « obtenir le privilège particulier de recevoir la purification du baptême dans la chapelle des saints apôtres ». Il est le premier souverain anglo-saxon à faire le pèlerinage de Rome.
Durant son voyage, il fait étape à Samer, près de Calais, où il fait un don pour la construction d'une église, puis à Pavie, à la cour du roi lombard Cunipert. Après son arrivée à Rome, il est baptisé par le pape Serge Ier le dimanche précédent Pâques, reçoit le nom de Pierre et meurt peu de temps après. Bède et la Chronique anglo-saxonne s'accordent à dater la mort de Cædwalla du 20 avril, mais la Chronique contredit Bède en situant sa mort sept jours après son baptême, alors que la date de Pâques en 689 est le 10 avril. L'ancien roi est inhumé dans ses robes baptismales en la basilique Saint-Pierre, et son épitaphe le décrit comme « roi des Saxons, ».
Le départ de Cædwalla en 688 semble avoir été source de troubles. La durée du règne de son successeur Ine d'après la liste de rois situe son avènement en 689, et cet intervalle d'un an implique peut-être une transition chaotique entre les deux souverains. Le Kent échappe à la domination des Saxons de l'Ouest avec l'avènement en 688 d'Oswine, apparemment soumis à Æthelred de Mercie, et la présence croissante des Saxons de l'Est dans ce royaume.
En 694, Ine obtient des habitants du Kent une compensation de 30 000 pence pour la mort de Mul, montant correspondant au wergeld d'un ætheling, ou prince de sang royal. Ine semble avoir maintenu son emprise sur le Surrey, mais le Kent lui échappe définitivement. Aucun roi du Wessex ne s'aventure aussi loin à l'est que Cædwalla avant Ecgberht, plus d'un siècle plus tard.